# RD-0243
RD-0243はRD-0244主エンジンとRD-0245バーニアスラスタを組み合わせた推進モジュールである。両方ともN2O4とUDMHを燃焼する液体ロケットエンジンである。RD-0244主エンジンは酸化剤リッチ二段燃焼サイクルでバーニアの RD-0245は単純なガス発生器サイクルを採用する。体積の制限のある潜水艦から発射されるためモジュールは推進剤タンク内に沈められる。 開発されたのは1977年から1985年で最初の打ち上げは1981年12月27日だった。原型機はRSM-54のために開発され、後にシュチーリで使用された。